# Syracuse Crunch
Die Syracuse Crunch sind ein US-amerikanisches Eishockeyfranchise der American Hockey League aus Syracuse, New York. Die Crunch tragen ihre Heimspiele im 6230 Plätze fassenden Upstate Medical University Arena aus und sind das Farmteam des NHL-Franchises Tampa Bay Lightning.
Das Team erreichte bisher noch nie die Finalserie um den Calder Cup, der bisher größte Erfolg des Teams ist das Erreichen der Conference Finals in der Saison 1995/96.

## Geschichte
Eine Gruppe um Besitzer Howard Dolgon erwarb 1994 die Hamilton Canucks und siedelte das Franchise vor der Saison 1994/95 nach Syracuse in den US-Bundesstaat New York um. Das neue Team erhielt den Beinamen Crunch und füllte nach 14 Jahren Abstinenz vom professionellen Eishockey die Lücke in der Stadt, nachdem 1980 die Syracuse Firebirds aufgelöst worden waren. Die erste offizielle Partie wurde am 30. September 1994 im War Memorial at Oncenter ausgetragen und endete mit einem 7:7-Unentschieden, hierbei war Lonny Bohonos erster Torschütze der Teamgeschichte. In ihrer Premierensaison starteten die Crunch mit Jack McIlhargey als Cheftrainer hinter der Bande. Vor Saisonbeginn war eine Kooperation mit den Vancouver Canucks aus der National Hockey League geschlossen worden, sodass Syracuse Crunch als deren Farmteam fungierte. Neben Lonny Bohonos, dem der erste Treffer in der Teamhistorie gelungen war, spielten sich in der Saison 1994/95 vor allem der teaminterne Topscorer Dan Kesa, „Tough Guy“ Scott Walker, Verteidiger Adrian Aucoin sowie Rookie Michael Peca in den Vordergrund. Die Mannschaft belegte nach Abschluss der regulären Saison den fünften und letzten Platz in der Southern Division, was vor allem auf die unzureichende Defensivleistung zurückzuführen war.
Zur Spielzeit 1995/96 wurde Syracuse aufgrund einer Expansion der AHL in die Central Division eingeteilt. Diesmal gelang es trotz einer negativen Gesamtbilanz erstmals die Playoffs zu erreichen, da lediglich zwei der 18 Teams nicht für die Endrunde zugelassen waren. Nach einer Niederlage im Auftaktspiel der Erstrundenserie gegen die Binghamton Rangers gewannen die Crunch drei Begegnungen in Folge und sicherten sich den Einzug in die nächste Runde. In dieser trafen sie auf die Baltimore Bandits und verloren erneut die erste Begegnung, bevor durch drei Siege in Folge eine 3:1-Führung in der Serie herausgespielt wurde. Die Bandits schafften durch zwei Erfolge den Ausgleich in der Serie und erzwangen ein entscheidendes siebtes Spiel in der Baltimore Arena. In dieser Partie setzten sich die Crunch mit 5:4 durch; die Qualifikation für die dritte Runde war die Folge. Gegen die Rochester Americans wurde die dritte Begegnung der Serie siegreich gestaltet; in den restlichen vier Spielen setzten sich die „Amerks“ durch, wobei sie in der fünften Partie den entscheidenden Treffer in der Overtime erzielten und im Anschluss in den Calder-Cup-Finals gegen die Portland Pirates siegten. Erfolgreichster Scorer der Playoffs auf Seiten der Crunch war Lonny Bohonos mit 14 Toren und 22 Punkten.
Sie waren von 2000 bis 2010 das Farmteam der Columbus Blue Jackets (NHL) und besaßen mit den Dayton Bombers (ECHL) ein eigenes Farmteam. Von 2010 bis 2012 arbeitete man mit den Anaheim Ducks zusammen. Seit der Saison 2012/13 besteht eine Zusammenarbeit mit den Tampa Bay Lightning.

## Saisonstatistiken
Abkürzungen: GP = Spiele, W = Siege, L = Niederlagen, T = Unentschieden, OTL = Niederlagen nach Overtime, SOL = Niederlagen nach Shootout, Pts = Punkte, GF = Erzielte Tore, GA = Gegentore
| Saison  | GP | W  | L  | T  | OTL | SOL | GF  | GA  | PTS | Platzierung                      | Play-offs          |
| 2014/15 | 76 | 41 | 25 | -  | 10  | 0   | 218 | 219 | 92  | 5. im Osten                      | 1. Runde           |
| 2013/14 | 76 | 31 | 32 | -  | 4   | 9   | 198 | 232 | 75  | 5. im Osten                      | Play-offs verpasst |
| 2012/13 | 76 | 43 | 23 | -  | 6   | 5   | 247 | 201 | 97  | 1. im Osten                      | Calder-Cup-Finale  |
| 2011/12 | 76 | 37 | 29 | -  | 5   | 5   | 238 | 234 | 84  | 4. im Osten                      | 1. Runde           |
| 2010/11 | 80 | 35 | 38 | -  | 3   | 4   | 217 | 249 | 77  | 6. im Osten                      | Play-offs verpasst |
| 2009/10 | 80 | 34 | 39 | -  | 4   | 3   | 227 | 272 | 75  | 6. im Osten                      | Play-offs verpasst |
| 2008/09 | 80 | 40 | 32 | -  | 5   | 3   | 214 | 226 | 88  | 5. im Norden                     | Play-offs verpasst |
| 2007/08 | 80 | 46 | 26 | -  | 2   | 6   | 247 | 201 | 100 | 2. im Norden                     | 2. Runde           |
| 2006/07 | 80 | 34 | 34 | -  | 4   | 8   | 250 | 248 | 80  | 5. im Norden                     | Play-offs verpasst |
| 2005/06 | 80 | 47 | 25 | -  | 5   | 3   | 272 | 251 | 102 | 2. im Norden                     | 1. Runde           |
| 2004/05 | 80 | 36 | 33 | 4  | 7   | -   | 215 | 230 | 83  | 5. im Norden                     | Play-offs verpasst |
| 2003/04 | 80 | 38 | 25 | 10 | 7   | -   | 239 | 235 | 93  | 2. im Norden                     | 1. Runde           |
| 2002/03 | 80 | 27 | 41 | 8  | 4   | -   | 201 | 256 | 66  | 4. in der Central Division       | Play-offs verpasst |
| 2001/02 | 80 | 39 | 23 | 13 | 5   | -   | 228 | 193 | 96  | 1. in der Central Division       | Conference-Finale  |
| 2000/01 | 80 | 33 | 30 | 12 | 5   | -   | 235 | 254 | 83  | 3. in der Mid-Atlantic Division  | 1. Runde           |
| 1999/00 | 80 | 35 | 35 | 9  | 1   | -   | 290 | 294 | 80  | 2. in der Empire Division        | 1. Runde           |
| 1998/99 | 80 | 18 | 50 | 9  | 3   | -   | 220 | 327 | 48  | Letzter in der Empire Division   | Play-offs verpasst |
| 1997/98 | 80 | 35 | 11 | 9  | 2   | -   | 272 | 285 | 83  | 3. in der Empire Division        | 1. Runde           |
| 1996/97 | 80 | 32 | 38 | 10 | 0   | -   | 241 | 265 | 74  | 4. in der Empire State Division  | 1. Runde           |
| 1995/96 | 80 | 31 | 37 | 5  | 7   | -   | 257 | 307 | 74  | Letzter in der Central Division  | Conference-Finale  |
| 1994/95 | 80 | 29 | 42 | 9  | 0   | -   | 288 | 325 | 67  | Letzter in der Southern Division | Play-offs verpasst |

## Vereins-Rekorde
Tore: 40, Lonny Bohonos (1995/96)
Vorlagen: 58, Bill Bowler (2000/01)
Punkte: 79, Lonny Bohonos (1995/96), Bill Bowler (2000/01)
Strafminuten: 357, Jody Shelley (2000/01)
Gegentore-Schnitt: 2.18, Jean-François Labbé (2001/02)
Gehaltene Schüsse (%): 92.8, Jean-François Labbé (2001/02)
Tore (Karriere): 104, Lonny Bohonos
Vorlagen (Karriere): 143, Brad Moran
Punkte (Karriere): 241, Brad Moran
Strafminuten (Karriere): 820, Jeremy Reich
Gewonnene Spiele eines Torhüters (Karriere): 63, Karl Goehring
Shutouts (Karriere): 11, Jean-François Labbé
Spiele (Karriere): 334, Brad Moran

## Trainer
- Jack McIlhargey 1994–1999
- Stan Smyl 1999–2000
- Gary Agnew 2000–2006
- Ross Yates 2006–2010
- Mark Holick 2010–2012
- Jon Cooper 2012–2013
- Rob Zettler 2013–2016
- Benoît Groulx seit 2016